# 駐日コンゴ民主共和国大使館
駐日コンゴ民主共和国大使館（ちゅうにちコンゴみんしゅきょうわこくたいしかん、フランス語: Ambassade de la République Démocratique du Congo、英語: Embassy of the Democratic Republic of the Congo in Japan）は、コンゴ民主共和国が日本の首都東京に設置している大使館である。
1960年6月の日本によるコンゴ共和国（コンゴ・レオポルドヴィル、現・コンゴ民主共和国）の独立承認および国家承認を経て、1967年7月に開設された。

## 所在地
東京都港区南青山2-9-21
以前は南麻布や浅草橋に所在した。

## 大使
2023年12月27日より、ルクムエナ・センダが特命全権大使を務めている。